# Розен, Александр Семёнович
Александр Семёнович Розен — советский хозяйственный, государственный и политический деятель.

## Биография
Родился в 1920 году в Конотопе. Член КПСС.
Выпускник Московского института имени И. В. Сталина, инженер-металлург по пластической и термической обработке металлов. С 1946 года — на хозяйственной, общественной и политической работе. В 1946—1985 гг. — заместитель начальника отдела технического контроля, начальник ТСЦ № 1, начальник ТСЦ № 3, начальник ТПЦ № 2, начальник ТСЦ № 4 Таганрогского металлургического завода.
За создание непрерывного агрегата для производства сварных труб со скоростью выхода 1 200 м/мин (превышающей в 2 раза достигнутую на существующих станах) был в составе коллектива удостоен Государственной премии СССР в области техники 1976 года.
Умер в Таганроге в 1985 году от рака кишечника.